# John Myung
John Ro Myung (Chicago, Illinois; 24 de enero de 1967) es un músico estadounidense de ascendencia coreana. Es conocido por ser el bajista y uno de los miembros fundadores del grupo de metal progresivo Dream Theater.
Myung, hijo de padres coreanos, nació en Chicago el 24 de enero de 1967, pero se crio en Long Island, Nueva York. Comenzó tocando el violín a la corta edad de 5 años, cambiándose al bajo cuando tenía 15 años, al ser invitado a tocar en una banda local. Después de terminar la secundaria, Myung entra al Berklee College of Music en Boston, donde, junto a su amigo y compañero de secundaria John Petrucci, conocen más tarde al baterista y futuro compañero de grupo Mike Portnoy. Los tres formaron el grupo Majesty, incluyendo a dos miembros más: un teclista compañero de secundaria de Myung y Petrucci, llamado Kevin Moore y un vocalista llamado Chris Collins. Más tarde serían conocidos como Dream Theater.
De la formación original, solo Myung, Portnoy y Petrucci permanecen actualmente en el grupo. 
Myung, a pesar de concentrar sus esfuerzos principalmente en Dream Theater, también ha sido un miembro importante de Platypus desde 1998, una colaboración con Ty Tabor de King’s X, Derek Sherinian (ex-teclista de Dream Theater), Rod Morgenstein, baterista de Dixie Dregs. Otro proyecto importante que involucra a Myung es Jelly Jam, que consiste en la misma formación de Platypus, pero sin incluir a Sherinian. Las mayores influencias de John son: Chris Squire, Geddy Lee, Steve Harris, Geezer Butler, John Entwistle de las bandas Yes, Rush, Iron Maiden, Black Sabbath y  The Who  respectivamente.

## Personalidad

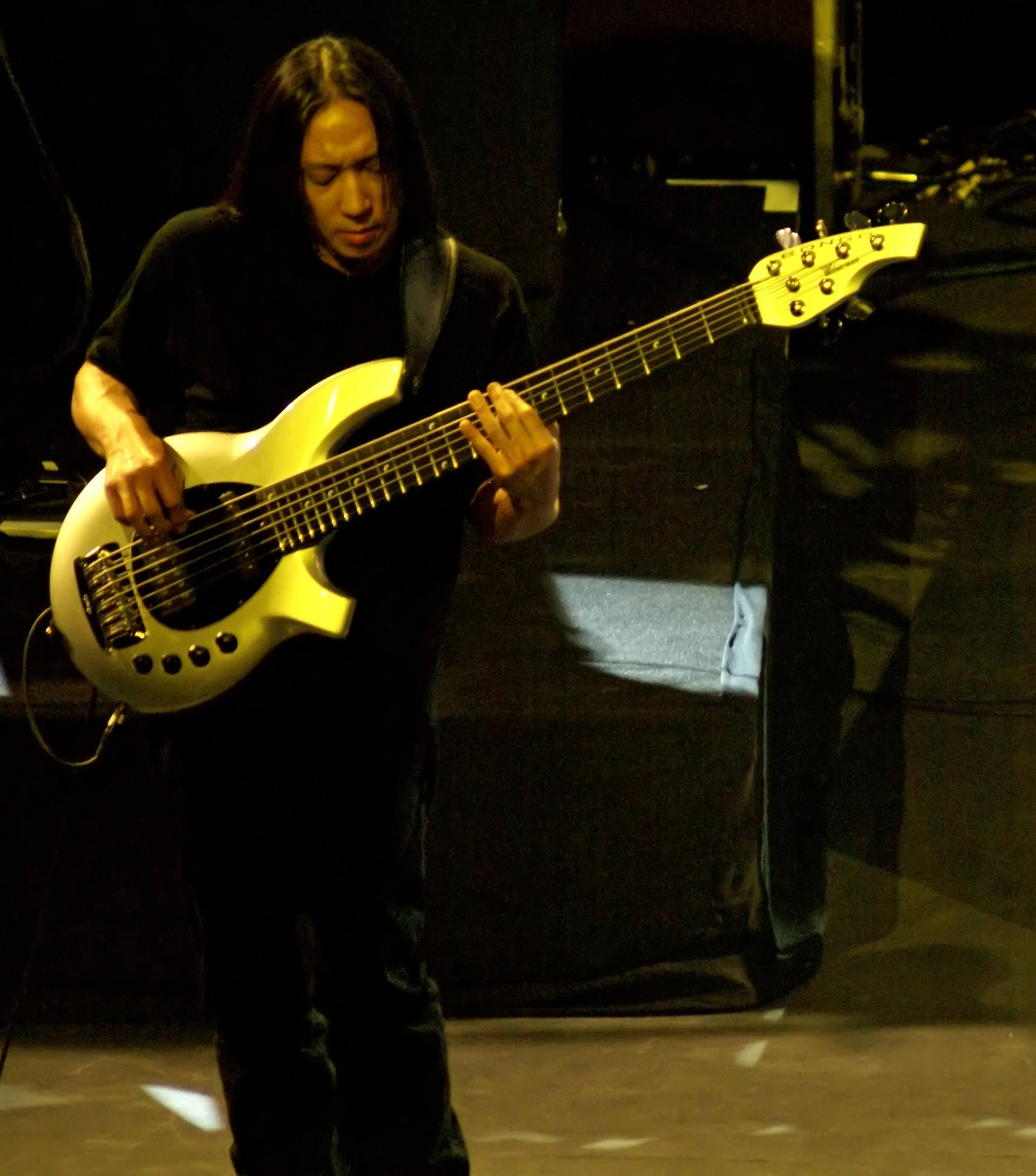
John Myung en 2006, durante un concierto en la ciudad de Río de Janeiro.

Myung es, en cierto modo, el miembro más serio, misterioso e introvertido de la banda, ya que raramente ha sido visto hablando o atrayendo la atención. Es un tema recurrente de los fanes, el preguntarse si lo han visto hablando (aunque habla obviamente en su DVD instructivo y con los fanes que conoce en los conciertos).
Su personalidad misteriosa fue enfatizada durante una presentación en Alemania, cuando Myung se abalanzó sobre el actual cantante de la banda, James Labrie y lo derribó al estilo de los jugadores de fútbol americano, causando confusión y asombro por parte del público y de los demás miembros de la banda.[cita requerida] Jordan Rudess sugirió en su diario que Myung fue probablemente instado en una apuesta a hacer aquello.
Myung también es famoso por su devoción a la práctica y la disciplina. Kevin Shirley y Derek Sherinian han dicho en el DVD Metropolis 2000: Scenes From a Memory y en una página web, respectivamente, que John es el único músico que conocen que practica el enfriamiento físico después de un concierto. Además, John Petrucci ha publicado en el foro de su página oficial que, cuando estudiaba junto a Myung en Berklee, ambos tenían un acuerdo sobre practicar con sus instrumentos al menos 8 horas diarias.
Jordan Rudess confirmó en un foro que: «John es Cristiano». Además, John en varias entrevistas ha señalado que Jesucristo es la principal influencia en su vida.
John Myung también ha escrito las letras de al menos una canción por álbum desde Images and Words hasta Scenes From a Memory, sin embargo, desde el lanzamiento de Six Degrees of Inner Turbulence, Myung no ha contribuido con más letras hasta el  disco de 2011, A Dramatic Turn Of Events donde hizo las líricas de «Breaking all Illusions».

## Equipo

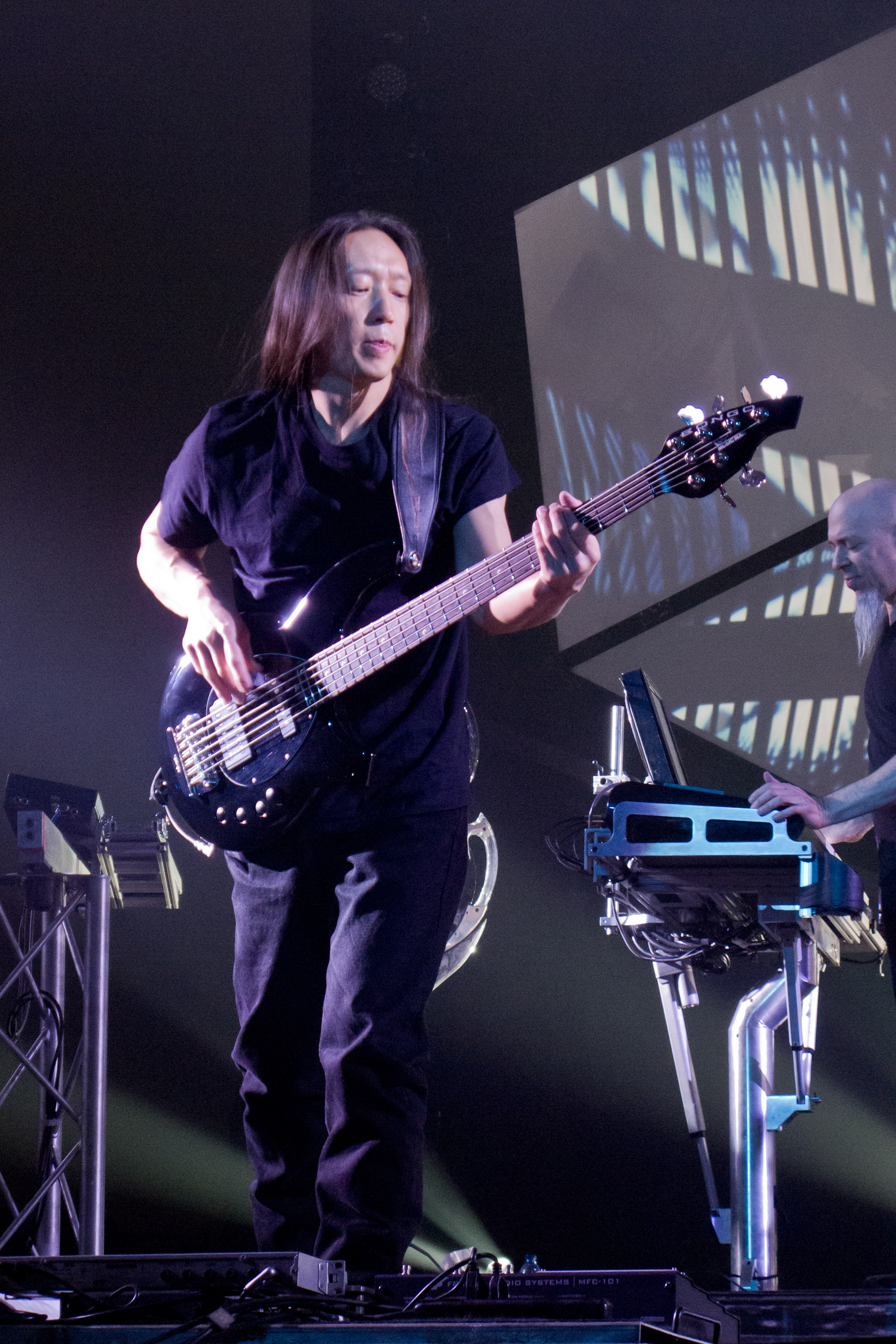
John Myung en 2012.

John comenzó a tocar el bajo a la edad de 15 años, pero debido a su experiencia anterior con el violín y la música clásica, pudo avanzar rápidamente. Su primer bajo fue un Memphis, un bajo del estilo «precisión» que le compró a un amigo por 159$. Un poco más tarde adquirió un Fender Jazz Bass de cuatro cuerdas color salmón. John ha desarrollado un estilo de interpretación único en el ámbito del bajo, añadiendo líneas y melodías al material de la banda que no son comunes en la música rock tradicional. Myung también es muy apegado al uso de efectos que no son típicamente propios del bajo para sacar a la superficie su estilo único.
Para el primer álbum de Dream Theater, When Dream and Day Unite, John utilizó un bajo Ernie Ball/MusicMan Stingray de cuatro cuerdas ampliamente modificado (con una salida en estéreo que enviaba la señal de la pastilla de puente a un canal limpio de un amplificador y la de la pastilla de mástil hacia un canal de efectos/saturación en otro amplificador) y, por supuesto, su Fender Jazz Bass de cuatro cuerdas. Myung utilizó el Stingray en la mayoría de los conciertos en vivo durante el período comprendido entre 1988 y 1992.
Para la grabación de Images and Words en 1992, John usó un bajo Spector NS-2 de cuatro cuerdas, pero luego se cambió a un bajo de seis cuerdas para tocar en la gira posterior que recorrió América, Europa y Japón. Los bajos de seis cuerdas utilizados pertenecían a la línea «basic» de la marca Tobias, y fueron utilizados por Myung durante las giras «Images and Tour» y «Music in Progress», desde 1992 hasta finales de 1993.
En el álbum Awake, John fue «endorser» de Tung, una pequeña compañía fabricante de bajos formada por el exlutier de Tobias, Nicholas Tung. Solo 100 instrumentos fueron fabricados, de los cuales al menos 3 fueron obtenidos por Myung. Estos eran dos Wingbass II (de seis cuerdas, uno con acabado natural y el otro estilo «sunburst», ambos con cuerpo de fresno, tapas de veta irregular de arce, mástiles atornillados también de arce y diapasones de palorrosa) y un Wingbass II Hybrid (con una unión a medio cuerpo encolada, cuerpo de fresno, tapa de arce de raíz, mástil de arce y diapasón de arce ojo de pájaro). El Wingbass II atornillado, de acabado natural se convirtió en su instrumento principal para las giras «Waking Up The World» y «A Change of Seasons», aunque los otros dos bajos pueden ser vistos en el video instructivo de John, «Progressive Bass Concepts». Durante este período, también utilizó un bajo acústico Hamer para las presentaciones unplugged en radios y presentaciones en vivo. En amplificación, Myung utilizó amplificadores Mesa Boogie Strategy 400, Bass 400+ y un preamplificador de guitarra Mesa Boogie Triaxis modificado, para poder soportar el espectro más grave del bajo eléctrico.
Después de que Tung cesara su producción de instrumentos, John fue «endorser» del departamento de instrumentos de Yamaha, usando el modelo TRB (con y sin trastes) de seis cuerdas y , a la vez trabajando con el taller de artistas para diseñar su propio instrumento basándose en el cuerpo del modelo RBX. Esto ocurrió en 1997 durante la grabación de Falling into Infinity. El bajo de Myung tendría un diapasón de ébano en un mástil de arce de 35", que estaría atornillado a un cuerpo de aliso con una tapa de arce flameado. El bajo aparecería más tarde disponible en los colores «rojo rubí» y «azul turquesa» y sería denominado RBX-6JM. El RBX de Myung y su TRB sin trastes serían los dos instrumentos principales, dentro y fuera del estudio desde 1997, y los usaría en Once In A LIVEtime, de 1998; Metropolis, pt.2: Scenes From a Memory, de 1999; Live Scenes From New York de 2001 y, por último, durante el 2002 en la grabación del álbum doble Six Degrees of Inner Turbulence.
En el 2002, John Myung y Yamaha revelaron el RBX-JM2, una versión actualizada del bajo «signature» de John, que repercutiría en la renovación de toda la gama de bajos RBX de Yamaha. Los cambios incluyen un cuerpo modificado con líneas más modernas y estilizadas, dos colores nuevos: «plateado inca» y «morado ciruela», con terminación opaca, menos distancia entre cuerdas, el símbolo Ying-Yang incrustado en el duodécimo traste y una pastilla Seymour Duncan tipo Musicman. Para la grabación de su penúltimo disco , Systematic Chaos, y su actual interpretación en vivo utiliza bajos MusicMan Bongo de 5 y 6 cuerdas.
Algunas curiosidades que han sido utilizadas en las grabaciones, o raramente en vivo, incluyen un bajo Musicman Stingray de cinco cuerdas y un Hamer de ocho cuerdas (equipado con las cuerdas normales de un bajo, más una cuerda adicional por cada una de ellas, las cuales son afinadas una octava más arriba que la nota inicial, algo similar a lo que se hace con las guitarras de doce cuerdas) que estuvo presente en el estudio durante la grabación de Six Degrees of Innner Turbulence, pero que finalmente no fue usado. Lo mismo ocurrió con un Grand Chapman Stick, de doce cuerdas, el cual es un instrumento diseñado para ser usado con la técnica «tapping», lo que lo hace relativamente similar a un pianista tocando su instrumento. Hasta la fecha, John ha utilizado el Chapman Stick en sólo dos canciones de Dream Theater, «New Millenium» y «Take Away My Pain». Además ha contribuido con algunas pistas utilizando el Stick en la primera grabación de «Gordian Knot» de Sean Malone, específicamente en las canciones «Srikara Tal» y «Redemption's Way».
Sobre el escenario, Myung usa etapas, previos, compresores, etc. en formato «rack» para moldear su sonido. Su configuración actual incluye dos «preamps» Demeter HBP-1, una caja DI Demeter VTDB-2B de tubo, un compresor óptico Demeter HXC-1, un preamplifiacdor Ashdown ABM RPM-1 EVO II y un amplificador ABM APM 1000 Evo II, un preamplificador Pearce BC-1, un pedal Framptone 3-Banger (para seleccionar entre los varios preamplificadores y sus distintas configuraciones), por último, un amplificador Mesa Big Block 750. La ausencia de las tradicionales pantallas de amplificadores por parte de todos los miembros de a banda, a excepción de John Petrucci (quien los necesita para poder provocar el efecto de retroalimentación), se explica mediante el uso de cajas DI que envían la señal de los instrumentos directamente a la mesa de ecualización, permitiendo a los miembros de la banda utilizar auriculares con la señal de retorno , lo que mejora considerablemente la precisión de la ecualización del sonido, además de dar la ventaja a los músicos de poder controlarlo con más precisión.
Sin considerar todos los preamplificadores que John usa para los efectos «overdrive» y distorsión, el único efecto utilizado es un Eventide DSP4000 Ultra-Harmonizer, utilizado para tonos de «chorus», armonización y otros efectos similares. John ha dicho : «Utilizo la configuración Hyper Quad en el Eventide. Funciona bien y me da un tono amplio y espacial que le da vida al sonido de mi bajo, especialmente en vivo».

## Discografía
- When Dream and Day Unite, Dream Theater (1989).
- Images and Words, Dream Theater (1992).
- Live At The Marquee, Dream Theater (1993).
- Awake, Dream Theater (1994).
- A Change of Seasons, Dream Theater (1995).
- Falling Into Infinity, Dream Theater (1997).
- Once In A LIVEtime, Dream Theater (1998).
- When Pus Comes To Shove, Platypus (1999).
- Metropolis, Pt. 2: Scenes From a Memory, Dream Theater (1999).
- Ice Cycles, Platypus (2000).
- Gordian Knot, Gordian Knot (2000).
- Live Scenes From New York, Dream Theater (2001).
- The Jelly Jam, The Jelly Jam (2002).
- Raising The Mammoth, Explorer's Club (2002).
- Six Degrees of Inner Turbulence Dream Theater (2002).
- Train of Thought, Dream Theater (2003).
- The Jelly Jam 2, The Jelly Jam (2004).
- Live at Budokan, Dream Theater (2004).
- Octavarium, Dream Theater (2005).
- Score, Dream Theater (2006).
- Systematic Chaos, Dream Theater (2007).
- Black Clouds & Silver Linings, Dream Theater (2009).
- A Dramatic Turn of Events, Dream Theater (2011).
- Shall We Descend, The Jelly Jam (2011).
- Live at Luna Park, Dream Theater (2013).
- Dream Theater, Dream Theater (2013).
- Breaking The Fourth Wall, Dream Theater (2014).
- The Astonishing, Dream Theater (2016).
- Distance Over Time, Dream Theater (2019).
- Distant Memories - Live in London, Dream Theater (2020).
- A View from the Top of the World, Dream Theater (2021).
- Parasomnia, Dream Theater (2025).

## Videografía
- Images And Words: Live In Tokyo, Dream Theater (1993).
- Progressive Bass Concepts, John Myung (1996).
- 5 Years In A LIVEtime, Dream Theater (1998).
- Metropolis 2000: Scenes From New York, Dream Theater (2001).
- Live at Budokan, Dream Theater (2004).
- SCORE, Dream Theater (2006).
- Chaos in Motion, Dream Theater (2007).
- Live at Luna Park, Dream Theater (2012).
- Breaking the Fourth Wall, Dream Theater (2014).